# 菊亭家
菊亭家（日语：／ Kikutei Ke），別稱今出川家（日语：／ Imadegawa Ke），是日本的一個公家，本姓藤原朝臣，為神別氏族，家格為清华家，家紋為三軸楓葉（／ Jikuchigai Mittsu Kaede），家業為琵琶。菊亭家來自藤原北家閑院流，是藤原鎌足十世孫太政大臣藤原公季五世孫權中纳言藤原通季的後裔，家祖為太政大臣西園寺實兼四子太政大臣今出川兼季。安土桃山时代的右大臣今出川晴季與丰臣秀吉私交甚篤，並協助豐臣秀吉成為關白。幕末的權中納言今出川實順為安政勤王八十八廷臣的其中一人。

## 歷史
菊亭家為清華家，是藤原鎌足十世孫太政大臣藤原公季五世孫權中納言藤原通季的後裔，家祖為太政大臣西園寺實兼四子太政大臣今出川兼季，《華族類別錄》編為第五十四類。菊亭家的家祖本為今出川兼季之兄右大臣西園寺公顯，然而由於西園寺公顯之子權中納言今出川實顯早於今出川兼季去世，而今出川實顯之子大納言今出川公冬又出仕南朝，使今出川兼季的後人得以繼承菊亭家，今出川兼季也由此成為菊亭家的家祖。菊亭家曾長期同時使用“今出川”與“菊亭”兩個家名，其中“今出川”得自家祖今出川兼季自西園寺家的家領繼承的邸宅今出川殿，而“菊亭”則得自今出川兼季因喜愛菊花而在今出川殿大量種植菊花之事（一說“菊亭”為今出川兼季自西園寺家的家領繼承的另一邸宅）。江户时代中期篠崎東海所著的有职故实解説書《故實拾要》載稱菊亭家的當主若官至大納言或以下稱“菊亭”，而官至大臣則稱“今出川”。明治维新後，菊亭家在户籍認定時正式確定並統一採用“菊亭”為苗字。菊亭家的氏寺是本圀寺。
今出川兼季以琵琶達人的身分為人所知，他曾向大覺寺統的後醍醐天皇傳授琵琶秘曲《啄木》，而他也是持明院統的光嚴天皇學習琵琶時最初的老師。安土桃山時代的菊亭家當主右大臣今出川晴季與豐臣秀吉私交甚篤，豐臣秀吉本人經常向今出川晴季諮詢意見，而今出川晴季也協助豐臣秀吉成為關白，雖然今出川晴季在1595年（文禄四年）因女婿豐臣秀次自殺之事而受連坐並被流放至越後國，但在翌年隨即被赦免並得以返回京都，更在豐臣秀吉去世後回任右大臣。幕末的菊亭家當主權中納言今出川實順為安政勤王八十八廷臣的其中一人。
明治維新後，關白鷹司輔熙幼子、今出川實順養子菊亭脩季在1884年（明治十七年）7月7日得封侯爵，為華族。菊亭脩季在貴族院成立後以侯爵的身分成為當然議員，並曾任立憲政友會幹事長。菊亭脩季1889年（明治二十二年）在姑丈三条实美的支持下於北海道雨龍郡租賃5萬公顷荒地開設雨龍華族農場（雨龍農場、華族組合農場），然而雨龍華族農場在1891年（明治二十四年）即解散並被分割，菊亭脩季遂又在1893年（明治二十六年）自雨龍華族農場租賃5756公頃荒地，並與樺戶郡新十津川村的百戶團體一同於雨龍郡深川村開設菊亭農場，菊亭農場的農地在1899年（明治三十二年）全數賣予佃農。菊亭脩季在1905年（明治三十八年）10月8日逝世，其子菊亭公長繼承其侯爵爵位，菊亭公長此後曾任殿掌。菊亭公長在1944年（昭和十九年）9月23日逝世，其子菊亭實賢繼承其侯爵爵位，但菊亭實賢隨後在翌年9月15日逝世。

## 領地
菊亭家在江戶時代時的領地的石高起初為1355石，後於1645年（正保二年）增至1655石。菊亭家是惟一家祿逾1000石的清華家，其家祿更超越了摄家鷹司家的家祿1500石，而由於菊亭家的財政狀況遠比其他清華家為好，其他清華家經常請求菊亭家承擔部分的財政負擔。根據《舊高舊領取調帳》的記載，菊亭家共有6片領地，其中5片在山城國，分別位於乙訓郡大藪村（石高27石，今京都府京都市南區）、乙訓郡下植野村（石高277.350006石，今京都府乙訓郡大山崎町）、乙訓郡井之內村（石高111.855003石，今京都府長岡京市）、紀伊郡下鳥羽村（石高785.47113石，今京都府京都市伏見區）與紀伊郡吉祥院村（石高3.3石，今京都府京都市南區），另外一片領地則位於近江國蒲生郡長田村（石高300石，今滋贺县近江八幡市）。